# Solidago gattingeri
Solidago gattingeri е вид растение от семейство Сложноцветни (Asteraceae). Видът е световно застрашен, със статут Уязвим.

## Разпространение
Видът е разпространен само в планините Озарк на Арканзас и Мисури, и в басейна на Нашвил в Тенеси.